# INTP

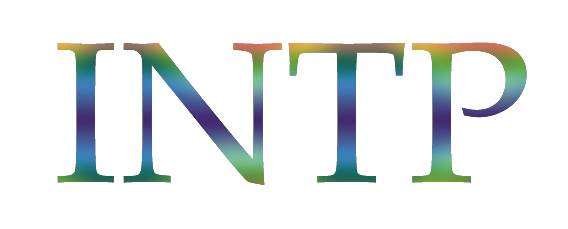

INTP (ang. introverted intuition thinking perceiving – introwertyk intuicyjny myśliciel obserwator) – jeden z szesnastu typów osobowości według wskaźnika MBTI oraz innych jungowskich testów osobowości. Jest jednym z najrzadszych typów osobowości, posiada go zaledwie 3,3% populacji.

## Cechy charakterystyczne
INTP jest typem introwertycznym z przewagą myślenia, intuicyjnym i obserwującym. Osoby z tym typem stosują logikę wobec wszystkiego, co je interesuje. Do spraw podchodzą w sposób analityczny. W przypadku problemów jest to ich mocna strona, ponieważ potrafią dzięki temu sprawnie wyciągać wnioski na przyszłość. INTP posiadają też umiejętność głębokiego skupienia, która także umożliwia im rozwiązywanie problemów, o ile leżą w obszarze ich zainteresowań. Jest to typ cichy, powściągliwy, elastyczny oraz potrafiący się przystosować do sytuacji. Najczęściej jest nastawiony teoretycznie i abstrakcyjnie. INTP są pomysłowi, co ułatwia im tworzenie nowych koncepcji. Są samodzielni w działaniu, zwykle mają wąskie grono znajomych, wobec którego są bardzo lojalni, ale cechują ich także niskie umiejętności społeczne, brak interakcji i czasami także brak zainteresowania drugim człowiekiem. INTP może być bardzo nieśmiały, jeśli chodzi o poznawanie nowych ludzi. Z drugiej strony, INTP jest bardzo pewny siebie i towarzyski wokół osób, które dobrze zna, lub przy omawianiu teorii, które w pełni rozumie. Zdrowi INTP często znajdują równowagę pomiędzy interakcją z otoczeniem a wycofaniem się z niego, co łączy się z posiadaniem dużej wiedzy i czasami intelektualnym geniuszem.